# Костюк, Платон Григорьевич
Плато́н Григо́рьевич Костю́к (укр. Платон Григорович Костюк; 20 августа 1924, Киев — 10 мая 2010, там же) — украинский и советский учёный и государственный деятель.
Академик АН УССР (1969), АМН Украины (1994), академик АН СССР (1974, с 1991 — академик РАН), Леопольдины (1966), Европейской академии (1989), АН Чехословакии (1990), Венгерской АН (1990). Заслуженный деятель науки и техники Украины (2003). Лауреат Государственной премии Украины в области науки и техники (1976, 1992, 2003). Лауреат Государственной премии СССР (1983). Депутат Верховного Совета Украинской ССР (1980—1990). В 1985—1990 годах — председатель Верховного Совета Украинской ССР. Герой Социалистического Труда (1984). Герой Украины (2007). Директор Института физиологии им. А. А. Богомольца НАН Украины.

## Биография
Родился в Киеве в семье известного украинского психолога Григория Силовича Костюка и его жены Матрёны Фёдоровны Ляшенко.
Окончил Киевский государственный университет имени Тараса Шевченко (1946) и Киевский медицинский институт (1949).

### Научная деятельность
С 1956 года — заведующий отделом института физиологии животных при Киевском университете. С 1958 года — заведующий организованным им отделом общей физиологии нервной системы в институте физиологии им. А. А. Богомольца АН Украинской ССР, а с 1966 года и директор этого института. Основные труды по изучению клеточных механизмов деятельности нервной системы. Костюк П. Г. впервые в СССР использовал микроэлектродную технику в изучении деятельности нервных клеток и создал школу исследователей в этой области. С 1992 года — основатель и директор Международного центра молекулярной физиологии АН Украины. Основатель и заведующий Кафедры Молекулярной и клеточной физиологии ЮНЕСКО при Международном Центре Молекулярной физиологии. В 1993—1999 — вице-президент АН Украины. Основатель и заведующий кафедрой молекулярной физиологии и биофизики Физико-Технического Научного Центра (Киевское отделение МФТИ) (1978). Основатель и председатель Государственного Фонда Фундаментальных исследований Украины (2001).
Ещё в 1961 году Костюк был на стажировке в лаборатории нобелевского лауреата, всемирно известного профессора Экклса, который создал современную физиологию. С тех пор он и сотрудники его института ездили регулярно за границу не только на конференции, но и для обмена опытом. На базе института, при его содействии, проходили ежегодные всемирные форумы при участии передовых физиологических и патофизиологических центров Великобритании, Германии, Италии, Франции, США, Японии и других стран. В 2000 году на базе института и Международного молекулярного центра прошли занятия на тему «Молекулярные механизмы пластичности нервной системы», который открыл лауреат Нобелевской премии Эрвин Негер из Германии. Благодаря помощи ЮНЕСКО и лично Эрвину Негеру, институт приглашал молодых специалистов из разных городов Украины на лекции передовых мировых ученых.
Направления научных исследований — нейрофизиология, молекулярная биология и клеточная биофизика. Впервые в мировой науке разработал методику внутриклеточного диализа сомы нервной клетки и применил её для исследования мембранных и молекулярных механизмов этой клетки. Сделал существенный вклад в раскрытие гомеостаза ионов кальция в нервных клетках и его нарушений при мозговой патологии, ишемии/гипоксии, эпилепсии, сахарном диабете, болевых синдромах, фенилкетонурии.
Основные научные работы:
- «Двухнейронная рефлекторная дуга» (1959),
- «Микроэлектродная техника» (1960),
- «Calcium ions in nerve cell function» (1992);
- «Calcium signaling in the nervous system» (1995),
- «Plasticity in Nerve Cell Function» (1998);
- «Биофизика» (2001),
- «Ионы кальция в функции мозга. От физиологии к патологии» (укр. 2005),
- «Над океаном времени» (2005),
- «Внутриклеточная кальциевая сигнализация: структуры и функции» (укр. 2010).

Выдающиеся работы Костюка П. Г.:
- Eccles JC, Kostyuk PG, Schmidt RF (1962) Central pathways responsible for depolarization of primary afferent fibres. J Physiol. 161: 237—257. PMID 13889054.
- Araki T, Ito M, Kostyuk PG, Oscarsson O, Oshima T. (1962) Injection of alkaline cations into cat spinal motoneurones. Nature 196: 1319—1320, PMID 14013543.
- Kostyuk PG, Krishtal OA, Pidoplichko VI (1975) Effect of internal fluoride and phosphate on membrane currents during intracellular dialysis of nerve cells. Nature 257 (5528): 691—693, PMID 1186845.
- Kostyuk PG, Krishtal OA, Pidoplichko VI (1977) Asymmetrical displacement currents in nerve cell membrane and effect of internal fluoride. Nature 267 (5606): 70-72, PMID 859639.

### Политическая деятельность
Будучи избранным председателем Верховного Совета Украинской ССР в те годы, когда этот пост считался почётным, но не связанным с серьёзными обязанностями, Костюк был вынужден вести заседания последней сессии Верховного Совета, избранного по старому закону, на которой развернулась впервые в истории украинского советского парламента свободная полемика вокруг принятия важнейших законов — о внесении изменений в Конституцию Украинской ССР, связанных с новой системой выборов и организации власти (принят 27 октября 1989 года), и о языках в Украинской ССР, впервые устанавливавший статус украинского языка как единственного государственного (принят 28 октября 1989 года).
Костюк был последним председателем Верховного Совета Украинской ССР, выполнявшим исключительно функции председательствующего на сессиях. Согласно изменениям, внесённым в конституцию в 1989 году, новый председатель Верховного Совета, избранный после выборов 1990 года, объединял в своих руках функции главы парламента и главы государства, переходившие от упраздняемого Президиума Верховного Совета Украинской ССР.

## Награды и премии
- Герой Украины с вручением ордена Державы (16 мая 2007 года) — за исключительный личный вклад в укрепление научного потенциала Украины, выдающиеся достижения в области нейрофизиологии, ставшие достоянием мировой науки, многолетнюю плодотворную научную и общественно-политическую деятельность[5].
- Герой Социалистического Труда (1984).
- Орден князя Ярослава Мудрого V степени (26 ноября 1998 года) — за выдающиеся личные заслуги перед Украинским государством в развитии науки, создания отечественных научных школ и по случаю 80-летия Национальной академии наук Украины[6].
- Почётный знак отличия Президента Украины (19 августа 1993 года) — за значительный личный вклад в развитие нейробиологической науки и создание национальной научной школы по нейрофизиологии[7].
- Орден Дружбы (12 мая 2010 года, Россия) — за большой вклад в развитие мировой науки и укрепление российско-украинских научных связей[8].
- Два ордена Ленина (1981, 1984).
- Два ордена Трудового Красного Знамени (1967, 1974).
- Медаль «За победу над Германией в Великой Отечественной войне 1941—1945 гг.».
- Медаль «За доблестный труд. В ознаменование 100-летия со дня рождения В. И. Ленина».
- Заслуженный деятель науки и техники Украины (26 ноября 2003 года) — за выдающиеся личные заслуги в развитии отечественной науки, укрепление научно-технического потенциала и по случаю 85-летия Национальной академии наук Украины[9].
- Государственная премия СССР в области науки и техники (1983) — за цикл работ «Исследование ионных механизмов возбудимости сомы нервной клетки» (1969—1981).
- Государственная премия Украины в области науки и техники 2003 года (23 декабря 2003 года) —  за работу «Синоптическая передача сигналов в нервной системе: клеточные и молекулярные механизмы и пути коррекции их нарушений»[10].
- Государственная премия Украины в области науки и техники 1992 года (19 декабря 1992 года) — за учебник «Биофизика» (К., «Высшая школа», 1988)[11].
- Государственная премия УССР в области науки и техники (1976).
- Премия имени И. П. Павлова (1960).
- Премия имени И. М. Сеченова (1977).
- Премия имени А. А. Богомольца (1987).
- Премия имени Луиджи Гальвани Джорджтаунского университета (США, 1992).
- Золотая Медаль имени В. И. Вернадского НАН Украины (2004).
- Международная медаль Свободы (2006).
- Золотая медаль для Украины, США (2007),
- Медаль Леонарда Эйлера Европейской Академии естественных наук, Ганновер (2009).
- Звание «Почётный профессор МФТИ» (2003)[12].
- «Почётный доктор Киевского национального университета имени Тараса Шевченко» (2009).
- Золотая медаль имени И. М. Сеченова РАН (2009).